# Бредуц
Бредуц (рум. Brăduț) — село у повіті Ковасна в Румунії. Адміністративний центр комуни Бредуц.
Село розташоване на відстані 191 км на північ від Бухареста, 32 км на північний захід від Сфинту-Георге, 52 км на північ від Брашова.

## Населення
За даними перепису населення 2002 року у селі проживали 925 осіб.
Національний склад населення села:
| Національність | Кількість осіб | Відсоток |
| -------------- | -------------- | -------- |
| угорці         | 918            | 99,2%    |
| румуни         | 6              | 0,6%     |

Рідною мовою назвали:
| Мова      | Кількість осіб | Відсоток |
| --------- | -------------- | -------- |
| угорська  | 919            | 99,4%    |
| румунська | 6              | 0,6%     |